# Titanostrombus goliath
Titanostrombus goliath (nomeada, em inglês, Goliath conch; na tradução para o português, "concha Golias"; em português, buzo, búzio-de-aba ou búzio-de-chapéu) é uma espécie de molusco gastrópode marinho pertencente à família Strombidae. Foi classificada por Johann Samuel Schröter em 1805; descrita como Strombus goliath (no gênero Strombus) no texto "Berichtigungen für meine Einleitung in die Conchylienkenntniss nach Linné" (Correções para minha Introdução ao Conhecimento das Conchas segundo Lineu); publicado na obra Zweyte Fortsetzung. Archiv für Zoologie und Zootomie. 4(2), páginas 137-160; e assim classificada até o século XX (com a praia de Paracuru, no Ceará, citada como a localidade de coleta de seu tipo nomenclatural). É nativa do oeste do oceano Atlântico; endêmica da região nordeste do Brasil, entre o Maranhão e Sergipe e indo até a região sudeste do Brasil, no Rio de Janeiro; e também em Abrolhos. Podendo chegar a mais de 35 a quase 40 centímetros (38cm.), quando desenvolvida, sua concha é considerada a maior dentre todos os Strombidae; colocada na lista de espécies ameaçadas da fauna do Brasil, pelo Ministério do Meio Ambiente, e no Livro Vermelho da Fauna Brasileira Ameaçada de Extinção, por sua utilização como souvenir; sendo também o símbolo utilizado pela Sociedade Brasileira de Malacologia. Esta espécie é também utilizada pelo homem como alimento. Nas religiões de matriz africana do Brasil, a espécie Titanostrombus goliath é utilizada como ornamento durante o jogo de búzios com conchas de Cypraeidae (Monetaria moneta, Monetaria annulus e Monetaria caputserpentis) e também na ornamentação do altar de Iemanjá.

## Descrição da concha
Conchas de coloração creme, alaranjada a marrom-amarelada, muito espessas, sólidas e pesadas, com espiral cônica e moderadamente alta, de 8 a 9 voltas; com a sua última volta apresentando 6 a 9 nódulos e um grosso perióstraco castanho lhe recobrindo; formando uma aba expandida, dotada de lábio externo engrossado e arredondado em sua borda, com sua abertura de tonalidade salmão ou esbranquiçada. Opérculo marrom-escuro. A superfície da concha possui estrias, ou sulcos. Indivíduos e espécimes juvenís apresentam lábio externo fino, não expandido, e podem ser confundidos pelo não-especialista com conchas do gênero Conus. Sua expansão labial, no adulto, a pode fazer confundida com Latissistrombus latissimus, espécie do oceano Pacífico e de menor dimensão.

## Habitat
Titanostrombus goliath ocorre em águas rasas da zona nerítica, entre 4 a 25 metros e em substrato arenoso. Vive próximo a algas do gênero Padina.

## Análise taxonômica das espécies do Atlântico e Pacífico Oriental
Durante o século XX no gênero Strombus, análises posteriores do início do século XXI concluíram que Lobatus seria o primeiro táxon disponível para a inclusão de um grupo de grandes e pesados Strombidae do oeste do Atlântico e leste do Pacífico, que excetuavam as espécies Strombus pugilis, Strombus alatus e Strombus gracilior. Tal situação fora mantida até o ano de 2020, envolvendo cinco espécies, quando uma minuciosa análise taxonômica por Maxwell et al., "Towards Resolving the American and West African Strombidae (Mollusca: Gastropoda: Neostromboidae) Using Integrated Taxonomy", definiu as espécies extantes do leste do Pacífico até o oeste da costa africana sob a seguinte nomeclatura:
Gênero Aliger Thiele, 1929
Espécie Aliger gallus (Linnaeus, 1758) - Sin. Lobatus gallus
Espécie Aliger gigas (Linnaeus, 1758) - Sin. Lobatus gigas
Gênero Lobatus [Swainson], 1837
Espécie Lobatus peruvianus (Swainson, 1823)
Espécie Lobatus raninus (Gmelin, 1791)
Gênero Macrostrombus Petuch, 1994
Espécie Macrostrombus costatus (Gmelin, 1791) - Sin. Lobatus costatus
Gênero Persististrombus Kronenberg & H. G. Lee, 2007
Espécie Persististrombus granulatus (Swainson, 1822)
Gênero Strombus Linnaeus, 1758
Espécie Strombus alatus Gmelin, 1791
Espécie Strombus gracilior G. B. Sowerby I, 1825
Espécie Strombus pugilis Linnaeus, 1758
Gênero Thetystrombus Dekkers, 2008
Espécie Thetystrombus latus (Gmelin, 1791)
Gênero Titanostrombus Petuch, 1994
Espécie Titanostrombus galeatus (Swainson, 1823) - Sin. Lobatus galeatus
Espécie Titanostrombus goliath (Schröter, 1805) - Sin. Lobatus goliath